# Anserville
Anserville foi uma comuna francesa na região administrativa de Altos da França, no departamento de Oise. Estendia-se por uma área de 6,81 km². Em 2010 a comuna tinha 450 habitantes (densidade: 66,1 hab./km²).
Em 1 de janeiro de 2016, passou a formar parte da comuna de Bornel.